# Medazzaland
Medazzaland es el noveno álbum de la banda británica Duran Duran. Lanzado bajo el sello discográfico Capitol Records el 14 de noviembre de 1997 en los Estados Unidos donde llegó al puesto #58 en las listas del Billboard. Nunca se lanzó de forma oficial en Europa.
El álbum es la continuación del pobremente recibido álbum de versiones Thank You. El bajista John Taylor dejó la banda en enero de 1997 antes de que se completase la grabación. Su trabajo permanece en solo cuatro canciones del álbum.

## Listado de canciones
- Toda las canciones escritas por Nick Rhodes, Simon Le Bon y Warren Cuccurullo excepto los indicados.

1. "Medazzaland" (John Taylor, Rhodes, Le Bon, Cuccurullo) – 3:53
2. "Big Bang Generation" (Taylor, Rhodes, Le Bon, Cuccurullo) – 4:44
3. "Electric Barbarella" – 5:19
4. "Out of My Mind" – 4:20
5. "Who Do You Think You Are?" – 3:27
6. "Silva Halo" – 2:28
7. "Be My Icon" – 5:15
8. "Buried in the Sand" – 4:19
9. "Michael You've Got a Lot to Answer For" – 4:09
10. "Midnight Sun" (Taylor, Rhodes, Le Bon, Cuccurullo) – 3:41
11. "So Long Suicide" – 4:39
12. "Undergoing Treatment" – 3:05

Pista adicional (Japón):
1. "Ball and Chain" (Taylor, Rhodes, Le Bon, Cuccurullo) – 3:58

## Integrantes

### La banda
- Simon Le Bon - vocal
- Warren Cuccurullo - guitarra y bajo en las pistas 3, 4, 5, 6, 8, 9, 11 y 12.
- Nick Rhodes - teclados

### Otros músicos
- John Taylor - bajo en las pistas 1, 2, 10 y 13.
- Steve Alexander - batería
- Anthony J. Resta - batería, programación, mezclas y producción adicional
- Tim Garland - saxofón
- Talvin Singh
- Jake Shapiro - violoncelo
- Sally Stapleton y Madeleine Farley - coros

- Datos: Q2453067